# 藤原道綱
藤原 道綱（ふじわら の みちつな、天暦9年〈955年〉 - 寛仁4年〈1020年〉）は、平安時代中期の公卿・歌人。藤原北家、摂政関白太政大臣・藤原兼家の次男。官位は正二位・大納言。

## 経歴

### 円融朝
安和2年（969年）円融天皇の践祚にともない、道綱は童殿上に上がる。翌天禄元年（970年）従五位下に叙爵し、 天延2年（974年）右馬助に任官。貞元2年（977年）正月に左衛門佐に遷るが、同年10月に関白・藤原兼通が道綱の父である藤原兼家の右近衛大将を解いて治部卿に遷した際、道綱も土佐権守へ左遷される。翌貞元3年（978年）に兼家が右大臣に任官され復権すると、まもなく道綱も左衛門佐に戻された。天元6年（983年）左近衛少将に遷任。

### 花山朝
花山朝に入り、寛和2年（986年）6月10日に寛和二年内裏歌合に末弟藤原道長と共に出詠するが、この時の道綱の和歌は藤原道綱母による代作と考えられる。6月23日に藤原兼家が花山天皇を出家・退位させる寛和の変が発生。『扶桑略記』によれば、弟の蔵人弁・藤原道兼と僧・厳久が花山天皇とともに花山寺に向かう間、道綱は三種の神器を凝華舎にいる春宮・懐仁親王の元へ運んだ。この時の一連の行動は「件三人外、他人不敢知之」と評され、道兼・厳久・道綱以外の人には全く気づかれない機密のものであったという。ただし『大鏡』では神器を春宮に渡したのは道兼であるとしている。

### 一条朝前期（兼家・道隆執政期）
寛和の変により、懐仁親王が践祚（一条天皇）すると、兼家は摂政・藤氏長者となり、道綱は五位蔵人、道兼と彼の伯父の藤原安親は蔵人頭に補任される。兼家の執政下で、道綱は同年中に従四位下・右近衛中将、翌寛和3年（987年）には三度の叙位を受けて従三位となるなど急速に昇進して公卿に列した。しかし嫡妻腹の弟である道兼と道長は翌永延2年（988年）までには議政官となっており、道綱の出世より明らかに早いものであった。
永祚2年（990年）道綱は正三位に昇叙される。同年7月に兼家が没するが、この時点で長男・道隆は摂政内大臣、三男・道兼は権大納言、五男・道長は権中納言、道隆の長男で兼家の養子となった道頼ですら参議であった中、嫡妻腹でない道綱は三位中将（非参議）に留まっていた。
同年10月に姪にあたる藤原定子が立后すると道綱は中宮権大夫を兼ねたが、上官にあたる中宮大夫は道長であった。翌正暦2年（991年）9月に参議に任官しようやく議政官に列した。正暦3年（992年）5月に春宮・居貞親王が主催した帯刀陣歌合に道綱母又は道綱が出詠している。

### 一条朝後期 - 三条朝（道長執政期）
長徳元年（995年）4月に藤原道隆が薨じ、関白を次いだ道兼も2週間足らずで没する。またこの頃には道綱母も死去したとみられている。更に疫病により多くの公卿が没したことで、道長の上位者は道隆の嫡子であった若年の内大臣伊周のみであった。5月には道長が内覧となり、6月には右大臣となった。この際の除目で道綱は昇任できず、下位の席次であった参議藤原実資が権中納言となっている。
翌長徳2年（996年）4月の長徳の変で伊周を失脚させた。変のあと間もなく行われた4月24日の除目で道綱は権中納言・藤原実資を超えて正官の中納言に昇進し、12月に右近衛大将を兼ねた。長徳3年（997年）7月に先任の中納言であった藤原懐忠が権大納言へ昇進する中、道綱は正官の大納言に任ぜられる。この人事で大納言昇進を見送られた藤原実資は、除目以前に大将兼官の中納言が在任期間の長い中納言を越えて昇進した先例がないことを懸念し、さらに除目当日に道綱の大納言任官を聞くと先例が140 - 50年前と古すぎること、および道綱の才覚が乏しいことに憤慨し、道長と東三条院（藤原詮子）が専横を振るっているとして非難している。このころ、春宮・居貞親王の春宮大夫を兼ねた。
長保2年（1000年）従二位、長保3年（1001年）右大将を辞すが正二位に叙せられ筆頭大納言となる。しかしこの後の三条朝にかけて、左大臣・藤原道長、右大臣・藤原顕光、内大臣・藤原公季の体制が15年ほど続き、道綱は大臣昇進の機会を得られなかった。寛弘9年（1012年）藤原妍子が三条天皇の中宮に冊立されると道綱は中宮大夫を兼ねている。

### 後一条朝
後一条朝に入ると、道長に代わって子息の藤原頼通が摂政内大臣となり、左右大臣に藤原顕光・藤原公季が並ぶ体制が続き、やはり道綱の大臣昇進の機会はなかった。寛仁2年（1018年）藤原妍子が皇太后になると、道綱は皇太后宮大夫となり引き続き妍子に仕えている。
寛仁3年（1019年）には左大臣藤原顕光が辞任し、大臣の席が開くという風聞がたった。このとき道綱は12ヶ月でいいから大臣の席を貸してほしいと道長に頼み込んでいるが、顕光は結局辞任することなく、道綱の大臣昇任はならなかった。
寛仁4年（1020年）9月半ばごろより病気のため重態に陥り、10月13日に法性寺にて出家。前年に既に出家していた道長の見舞いを受けるが、10月15日に薨去。享年66。

## 人物
官途における競争相手であった藤原実資は道綱のことを「一文不通の人（何も知らない奴）」「ただ自分の名前を書くことできるだけで、一二も知らない者だ」などと記している。また「尸位」「素餐」の人物であり、長い年月公役を勤めず、高い地位についているだけでなにもしない代表的な例であるとしている。また儀礼で度々失態を犯しており、『小右記』では、神今食という儀式が行われていたため官人は誰も出仕しなかったところ、道綱一人が束帯姿で出仕し、人々の笑いものになったことなどを記している。また藤原行成の『権記』では道綱と左大臣・藤原顕光のみが儀式の手順を誤り、行成らを驚かせたことが記されている。父や兄弟に見られるような政治的才能や、母のような文学的素養はなかったと伝えられている。
『古事談』『続古事談』では幼い後一条天皇を欺いて砂金百両を奪い取り非難された話や、顕光と口論になって「妻ヲバ人ニクナカレ（妻を人に寝取られたくせに）」と暴言を吐き、周囲の人から非難されたという記事などがある。顕光が「寝取られた」というのは道綱の正妻となった「中の御方」のことである。この女性は道長の正妻・源倫子の妹であり、かつては顕光が通っていたものの、道長と倫子によって道綱の妻となったという経緯がある。『栄花物語』は、道綱の社会的な名声が高いのはこの「中の御方」との縁故によるものだとしている。
母が著した『蜻蛉日記』における道綱に関する記述は、母から見ても「大人し過ぎるおっとりとした性格である」と記されているが、弓の名手であり、宮中の弓試合で少年時代の道綱の活躍により旗色が悪かった右方を引き分けに持ち込んだという逸話が書かれている。
勅撰歌人として『後拾遺和歌集』、『詞花和歌集』、『新勅撰和歌集』、『玉葉和歌集』、に各1首ずつの計4首が入集している。また、『和泉式部集』に和泉式部と歌の贈答が見えるが、そこで和泉式部は道綱のことを「あわれを知れる人」と詠んでおり、道綱に対して好感を持っていた様子が窺われる。

## 官歴
『公卿補任』による。
- 安和2年（969年） 8月13日：童殿上
- 天禄元年（970年） 11月20日[注釈 1]：従五位下（大嘗会、冷泉院御給）
- 天延2年（974年） 1月29日：右馬助（藤原季文任鎮守府将軍替）
- 貞元2年（977年） 1月28日：左衛門佐（遠光任右少将替）。10月11日：土佐権守（堀川大相国被停、父卿大将之次遷任也）
- 貞元3年（978年） 10月17日：左衛門佐（源高雅任大蔵少輔替）
- 天元3年（980年） 1月7日：昇殿
- 天元4年（981年） 1月7日：従五位上（佐労）
- 天元6年（983年） 2月2日：左近衛少将（方義替）
- 永観2年（984年） 2月2日：備前介。8月28日：春宮昇殿
- 寛和元年（985年） 11月20日：正五位下（少将労）
- 寛和2年（986年） 3月14日：昇殿。6月23日：五位蔵人。7月22日：従四位下、昇殿。10月15日：右近衛中将
- 寛和3年[注釈 2]（987年） 1月7日：従四位上。10月14日：正四位下（今日行幸摂政第、仍有此賞）。11月27日：従三位（臨時）、中将如元
- 永祚2年（990年） 1月7日：正三位。8月5日：兼尾張権守。10月5日：兼中宮権大夫（中宮・藤原定子）、中将如元
- 正暦2年（991年） 正月26日：止権守?[27]。4月26日：止権大夫?[27]。9月7日：参議。10日：中将如元
- 正暦3年（992年） 1月20日：兼備前権守
- 長徳2年（996年） 4月24日：中納言、中将如元。12月29日[注釈 3]：右近衛大将
- 長徳3年（997年） 7月5日：大納言。7月9日：兼春宮大夫（春宮・居貞親王）
- 長保2年（1000年） 4月27日：従二位
- 長保3年（1001年） 7月13日：辞右近衛大将。10月10日：正二位
- 長保4年（1002年） 2月30日：按察使
- 寛弘4年（1007年） 1月28日：東宮傅（春宮・居貞親王）
- 寛弘8年（1011年） 6月13日：辞東宮傅（居貞親王即位）
- 寛弘9年（1012年） 2月14日：中宮大夫（中宮・藤原妍子）
- 寛仁2年（1018年） 10月7日：皇太后宮大夫（皇太后・藤原妍子）
- 寛仁4年（1020年） 10月13日：出家。10月15日：薨去

## 系譜
- 父：藤原兼家
- 母：藤原倫寧の娘（藤原道綱母）
- 妻：源広の娘
  - 長男：道命（974-1020）
- 妻：藤原季孝の娘
  - 二男：斉祇（983-1047）
- 妻：源満仲の娘(?-998?)[28][29]
- 正妻：中の御方（源雅信の四女（?-1000）[30]）
  - 三男：藤原兼経（1000-1043）
- 妻：藤原道隆の娘?
  - 四男：藤原兼宗
- 正妻：源頼光の娘[31]
- 生母不明の子女
  - 女子：藤原豊子 - 大江清通室、上東門院女房、後一条天皇乳母
  - 女子：(?-1010）[32]
- 養子女
  - 養子：藤原兼綱（988-1058） - 実は藤原道兼の三男

子孫は中流貴族として鎌倉期まで続いたが断絶した。ただし三男・兼経の子孫である兼子が九条兼実に嫁ぎ、九条良経を産んだため、女系では九条家や摂家将軍に続いている。

## 関連作品
テレビドラマ
- 『光る君へ』（2024年、NHK大河ドラマ、演：上地雄輔）